# Batocera browni
Batocera browni är en skalbaggsart som beskrevs av Bates 1877. Batocera browni ingår i släktet Batocera och familjen långhorningar. Inga underarter finns listade.